# Biadaszka
Biadaszka est une localité polonaise de la gmina de Cieszków, située dans le powiat de Milicz en voïvodie de Basse-Silésie.